# Югансон, Николай Оттович
Никола́й О́ттович Югансо́н (1927–2022) — советский хозяйственный, государственный и политический деятель.

## Биография
Родился в 1927 году в эстонской семье. Член ВКП(б) с 1947 года.
Участник Великой Отечественной войны. С 1946 года — на хозяйственной, общественной и политической работе. В 1946—1984 гг. — уполномоченный Министерства заготовок, первый секретарь укома комсомола, заведующий отделом райкома партии, первый секретарь Таллинского горкома ВЛКСМ, секретарь парткома Таллинского машиностроительного завода, секретарь, секретарь Таллинского горкома КПЭ, в органах госбезопасности, первый секретарь Таллинского горкома КП Эстонии.
Депутат (от Эстонской ССР) Совета национальностей Верховного Совета СССР 9-го (1974—1979) и 10-го (1979—1984) созывов. С 19 февраля 1971 по 10 сентября 1988 года — член Бюро ЦК КП Эстонии.